# Excitable Boy
Excitable Boy – trzeci album amerykańskiego muzyka Warrena Zevona wydany w 1978 roku. Na płycie znajduje się pierwszy hit Zevona "Werewolves of London".

## Lista Utworów
Wszystkie utwory z wyjątkiem zaznaczonych zostały napisane przez Warrena Zevona.
| 1. | "Johnny Strikes Up the Band"                                 | 2:49  |
|    |                                                              |       |
| 2. | "Roland the Headless Thompson Gunner" (David Lindell, Zevon) | 3:47  |
|    |                                                              |       |
| 3. | "Excitable Boy" (LeRoy Marinell, Zevon)                      | 2:40  |
|    |                                                              |       |
| 4. | "Werewolves of London" (Marinell, Waddy Wachtel, Zevon)      | 3:27  |
|    |                                                              |       |
| 5. | "Accidentally Like a Martyr"                                 | 3:37  |
|    |                                                              |       |
| 6. | "Nighttime in the Switching Yard" (Jorge Calderón, Lindell)  | 4:15  |
|    |                                                              |       |
| 7. | "Veracruz" (Calderón, Zevon)                                 | 3:30  |
|    |                                                              |       |
| 8. | "Tenderness on the Block" (Jackson Browne, Zevon)            | 3:55  |
|    |                                                              |       |
| 9. | "Lawyers, Guns and Money"                                    | 3:29  |
|    |                                                              |       |
|    |                                                              | 31:29 |
|    |                                                              |       |